# Rio Căoi
O Rio Căoi é um rio da Romênia, afluente do Veţel, localizado no distrito de Hunedoara.